# Éver Banega
Éver Maximiliano David Banega, född 29 juni 1988 i Rosario, är en argentinsk professionell fotbollsspelare (mittfältare) som spelar för Al Shabab. 

## Klubbkarriär

### Boca Juniors
Banega kom från Boca Juniors ungdomssystem, och den 10 februari 2007 gjorde han sin debut för klubbens A-lag i en match mot Banfield, vilken Boca Juniors vann med 4-0. 
Banega anpassade sig väl till de nya förhållandena i Argentinas förstadivision, och erhöll tack vare sitt passningsspel och sin spelstil ett visst mått av internationellt erkännande.
Han intog en ordinarie plats i laget efter att mittfältaren Fernando Gago flyttat över till Real Madrid. 

### Valencia
Den 5 januari 2008 tecknade Éver Banega ett kontrakt med Valencia. Kontraktet löper över fem och ett halvt år, och kostade den spanska klubben cirka 18 miljoner €. 
Banega deltog i sin första träningsmatch med klubben den 7 januari 2008, och gjorde den 13 januari sin professionella debut för laget i en förlustmatch mot Atlético Madrid.
Banega vann även sitt första guld i Valencia, efter att laget vann Copa Del Rey på Estadio Vicente Calderón.
Efter fiaskot den säsongen med holländaren Ronald Koeman som tränare för Valencia, där de slutade på 10:e plats i ligan, fick holländaren sparken.
Säsongen därefter när klubben fick en ny tränare, Unai Emery från UD Almeria, lånade Emery ut honom till Atletico Madrid, där han fick spela flera matcher.

### Atletico Madrid
Sommaren 2008 lånades han ut till Atlético Madrid.

### Valencia CF
Efter sin tid i Atletico kom Ever tillbaks till Valencia.
Säsongen 09/10 gjorde han två mål, det första mot Valladolid och det andra mot Villarreal. Förutom en konflikt med tränaren Unai Emery i en bortamatch mot Mallorca så stod han för en lyckad säsong.

### Newell's Old Boys
Den 31 januari 2014 lånas Ever Banega ut till argentinska Newell's Old Boys.

### Al-Shabab
I januari 2020 värvades Banega av Al-Shabab, en övergång som genomfördes efter säsongen 2019/2020 slutförts.

## Landslagskarriär
Banega ingick i Argentinas trupp till U20-VM 2007, när landet vann turneringen. Den 6 februari 2008 gjorde Banega sin debut för seniorlaget i en vänskapsmatch mot Guatemala, vars utgång blev en 5-0-seger för Argentina.